# American Practical Navigator
El American Practical Navigator (coloquialmente conocido como Bowditch), originalmente escrito por Nathaniel Bowditch, es una enciclopedia de navegación. Sirve como un valioso manual sobre oceanografía y meteorología, y contiene tablas útiles y un glosario marítimo. En 1867, los derechos de autor y las litografías fueron comprados por la Oficina Hidrográfica de la Armada de los Estados Unidos. 
En 2019, el gobierno de los Estados Unidos todavía lo publica y está disponible en línea de forma gratuita en la web de la Agencia Nacional de Inteligencia-Geoespacial (NGA), la agencia sucesora moderna de la Oficina Hidrográfica del siglo XIX. La publicación se considera una de las instituciones náuticas de los Estados Unidos. 

## Historia

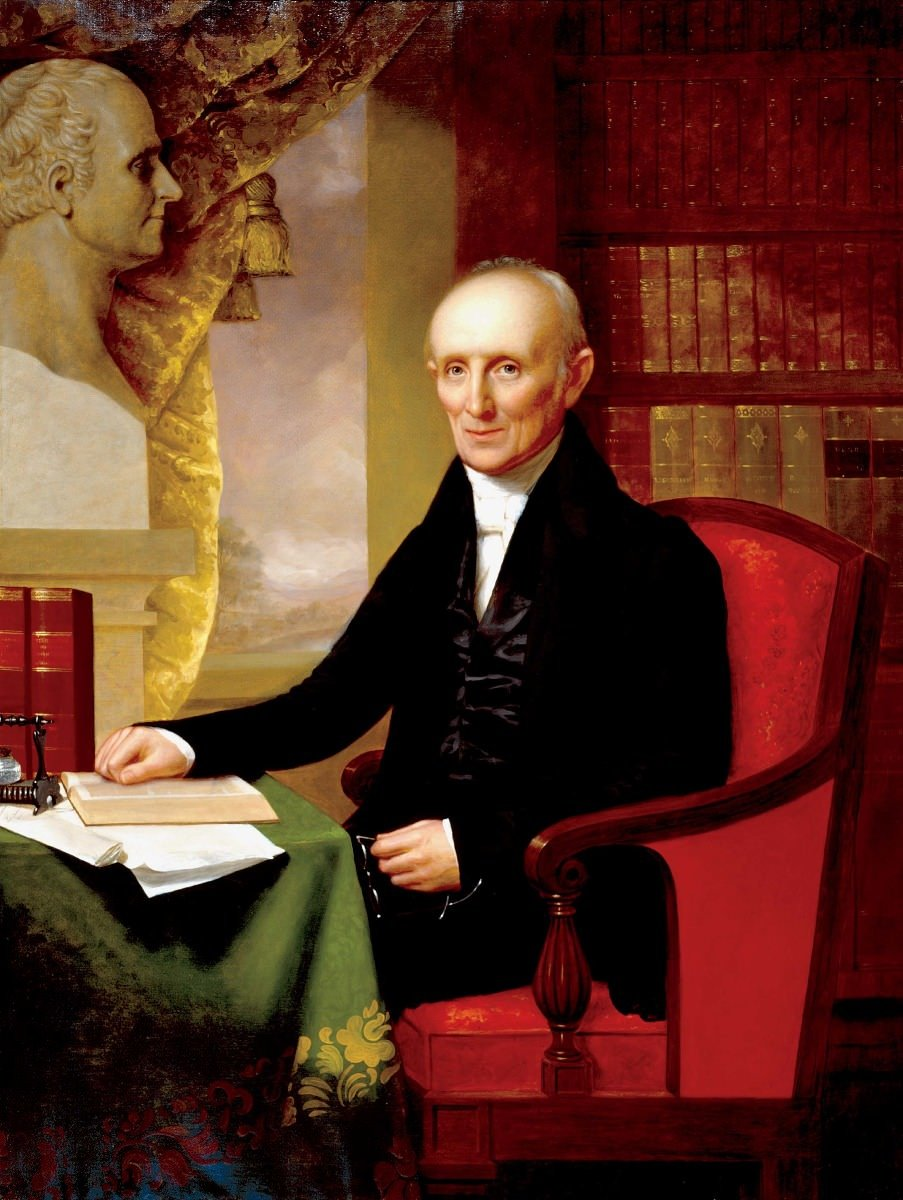
Nathaniel Bowditch

El texto de navegación más popular de finales del siglo XVIII fue The New Practical Navigator de John Hamilton Moore, miembro de la Marina Real británica, publicado por primera vez en 1772. Para disponer de tablas exactas con las que trabajar, Bowditch recalculó todas las tablas de Moore, y reorganizó y amplió el trabajo. Se puso en contacto con el editor estadounidense de la obra, Edmund March Blunt, quien le pidió que corrigiera y revisara la tercera edición en su quinto viaje. La tarea fue tan extensa, que Bowditch decidió escribir su propio texto, y "no dejar en el libro nada que no pueda enseñarle a la tripulación". En ese viaje, se dice que cada hombre de la tripulación de 12 personas, incluido el cocinero del barco, aprendió a realizar y calcular observaciones lunares y a trazar la posición correcta del barco. The New Practical Navigator se publicó en 1799, seguido de una segunda edición en 1800. 
En 1802, cuando Blunt estaba listo para publicar una tercera edición, Nathaniel Bowditch y otros habían corregido tantos errores en el trabajo de Moore que Blunt decidió publicarlo como la primera edición de un nuevo trabajo, titulado The New American Practical Navigator. La edición actual del American Practical Navigator remonta su pedigrí a esta edición de 1802. Edmund M. Blunt continuó publicando el libro hasta 1833. Al retirarse, sus hijos, Edmund y George, asumieron la publicación. El viejo Blunt murió en 1862; su hijo Edmund lo siguió en 1866. Al año siguiente, en 1867, George Blunt vendió los derechos de autor al gobierno por 25.000 dólares. El gobierno ha publicado el Bowditch desde entonces. George Blunt murió en 1878. 

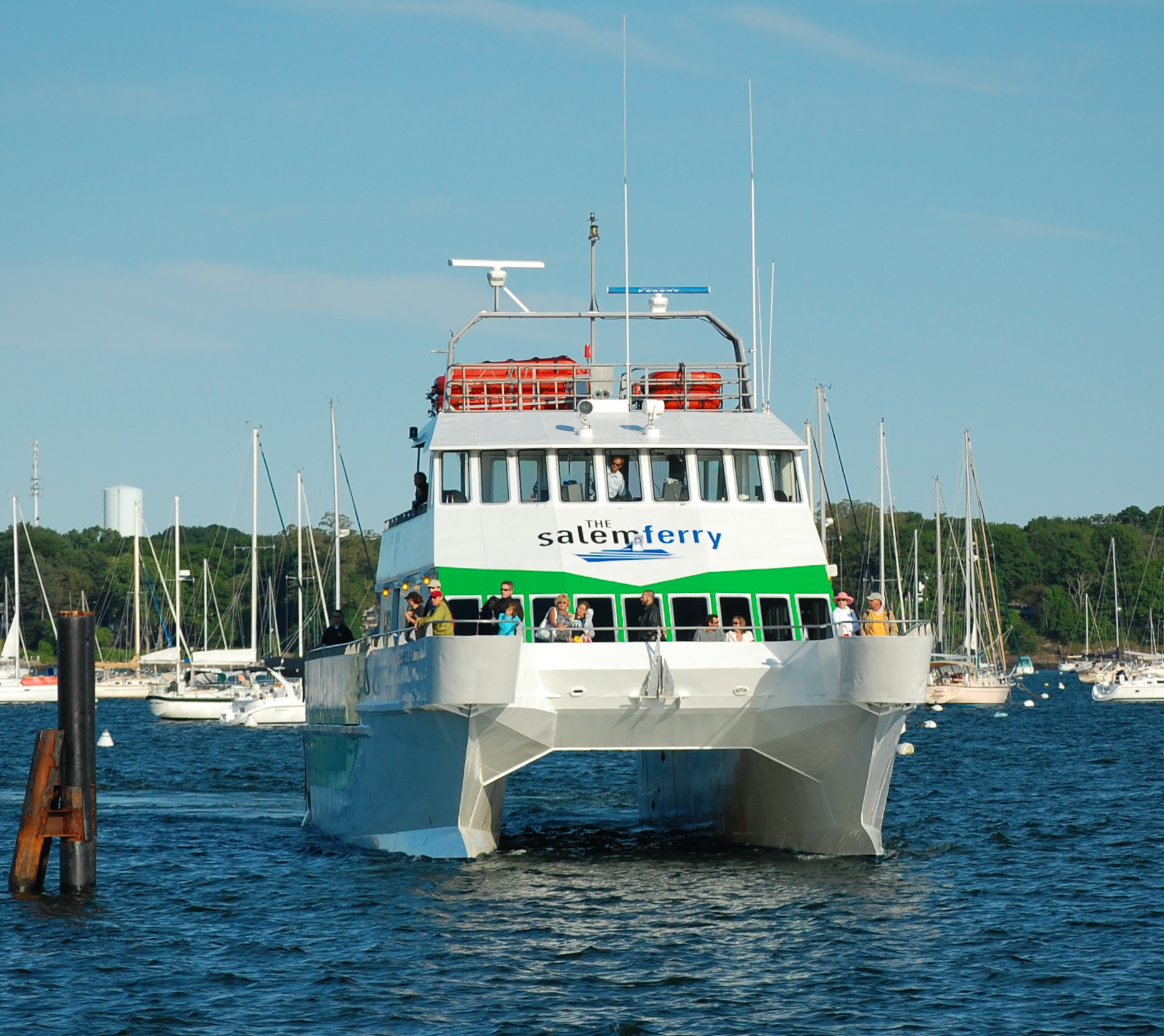
El ferry Nathaniel Bowditch, un catamarán de alta velocidad que navega hasta Boston, acercándose al muelle de Blaney Street, sitio histórico nacional marítimo de Salem. El barco lleva este nombre como un homenaje a Bowditch de su ciudad natal (Salem,Massachusetts) y como un reconocimiento a su trabajo escribiendo el American Practical Navigator

Nathaniel Bowditch continuó corrigiendo y revisando el libro hasta su muerte en 1838. Tras su fallecimiento, la responsabilidad editorial de The New American Practical Navigator pasó a su hijo, J. Ingersoll Bowditch, quien introdujo muy pocos cambios significativos. Las ediciones de 1837 a 1880 son casi idénticas en contenido. Ingersoll Bowditch continuó editando el Navegador hasta que George Blunt vendió los derechos de autor al gobierno. Sobrevivió a todos los directores involucrados en la publicación y edición del Navegador, muriendo en 1889. 
El gobierno de los Estados Unidos ha publicado unas 52 ediciones desde que adquirió los derechos de autor del libro, que se conoce simplemente por el nombre de su autor original, "Bowditch". Desde que el gobierno comenzó la producción, el libro ha sido conocido por su año de publicación, en lugar de por el número de edición. Después de la primera revisión importante, una segunda revisión total del contenido del libro se completó en 1880 bajo la dirección del Comandante Philip H. Cooper, de la Marina de los Estados Unidos, y el nombre de la publicación fue cambiado a American Practical Navigator. 
Gran parte del contenido original de Bowditch, incluidos sus métodos para determinar las observaciones de la distancia lunar, se abandonaron en 1880 (aunque un nuevo método para despejarla permaneció en un apéndice hasta principios del siglo XX). Después de numerosas revisiones e impresiones en el período de 1914 a 1944, el Bowditch fue ampliamente revisado entre 1946 y 1958. 
El volumen actual, aunque conserva el formato básico de la versión de 1958, reorganiza los temas, elimina el texto obsoleto y agrega material nuevo para mantenerse al día con los extensos cambios en la navegación que han tenido lugar en la era electrónica.
La edición de 1995 del American Practical Navigator incorpora grandes cambios en la organización, el contenido y el formato. Los recientes avances en electrónica de navegación, comunicaciones, posicionamiento y otras tecnologías han transformado la forma en que se practica la navegación en el mar, y está claro que se avecinan aún más cambios. Los cambios incorporados a esta edición del Bowditch tienen por objeto garantizar que esta publicación siga siendo el principal trabajo de referencia para la navegación marina práctica. Se hicieron esfuerzos concertados para volver a la intención original de Nathaniel Bowditch de "no dejar en el libro nada que no pueda enseñarle a la tripulación". Con este fin, se han eliminado muchas fórmulas y ecuaciones complejas, y se ha puesto énfasis en las capacidades y limitaciones de varios sistemas de navegación y cómo usarlos, en lugar de explicar detalles técnicos y teóricos complejos. Esta edición reemplaza, pero no cancela, ediciones anteriores, que pueden ser retenidas y consultadas en cuanto a los métodos de navegación. En junio de 2017 se publicó la Edición 53, una versión totalmente digital de dos volúmenes lanzada por la NGA. 
La Edición del Bicentenario (2002) incorporó el Volumen 1 y el Volumen 2 en un solo volumen impreso, con el objetivo de poner tanta información útil ante el navegante como sea posible en el formato más comprensible y legible, un volumen único y rígido. Si bien esa edición tuvo un uso generalizado en las flotas civiles, militares y comerciales, sacrificó algunos datos sobre la navegación astronómica clásica y sobre los avances en la navegación por satélite y electrónica para cumplir con los requisitos comprimidos del factor de forma física. Veinte años después, con un resurgimiento en el interés por la navegación astronómica y la adopción a gran escala de la navegación electrónica, la NGA volvió a un formato en dos volúmenes para abarcar el material expandido. Con el objeto de eliminar los costos de impresión, la NGA ya no tiene la intención de producir una versión física desde la edición de 2017.

## Contenido

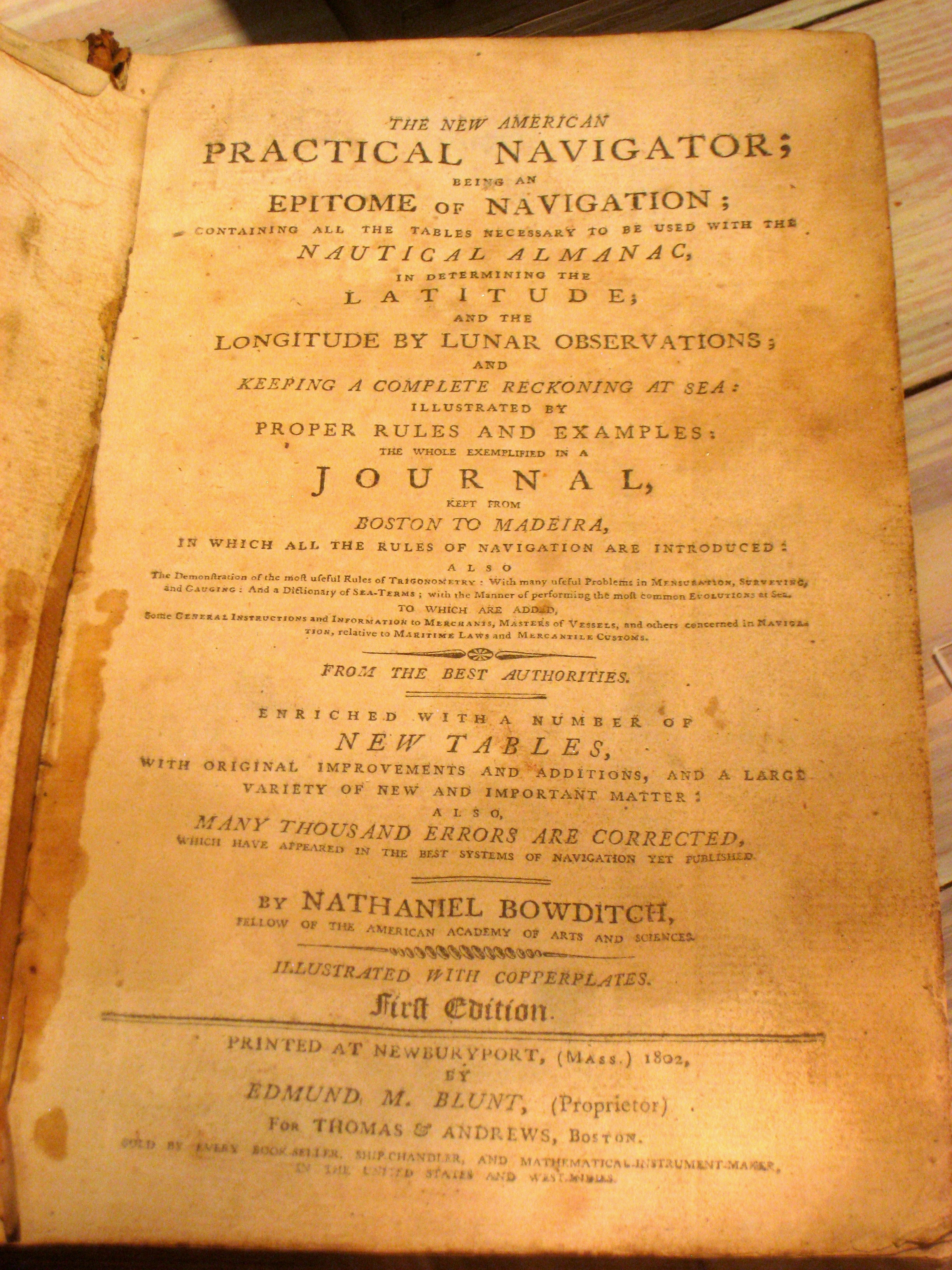
Portada de la primera edición

Parte I
Fundamentos, incluye una descripción general de los tipos y fases de la navegación marítima, y de las organizaciones que la apoyan y regulan. Incluye capítulos relacionados con la estructura, uso y limitaciones de las cartas náuticas; gráficos de datos y su importancia; y otro material de naturaleza básica.
Parte II
Pilotaje, enfatiza los aspectos prácticos de navegar un barco en aguas restringidas.
Parte III
Navegación electrónica, cubre los principales medios de posicionamiento del navegador moderno. Los capítulos tratan de cada uno de los diversos métodos electrónicos de navegación, organizados por tipo.
Parte IV
Navegación astronómica, contiene técnicas, ejemplos y problemas y un capítulo sobre reducción visual.
Parte V
Matemáticas de la Navegación, incluye capítulos relacionados con temas como las matemáticas básicas de la navegación y el uso de computadoras en la solución de problemas de navegación.
Parte VI
Seguridad en la Navegación, analiza aspectos de los nuevos sistemas de comunicaciones de socorro y seguridad en vías de disponerse o en disposición en los próximos años, así como las regulaciones de navegación, los procedimientos de navegación de emergencia y las comunicaciones de socorro.
Parte VII
Oceanografía, contiene capítulos sobre oceanografía práctica de uso para el navegante.
Parte VII
Meteorología marina, incorpora métodos de trazado de rutas y pronóstico del tiempo, así como placas de color de los estados del mar de Beaufort.